# Intel 80486

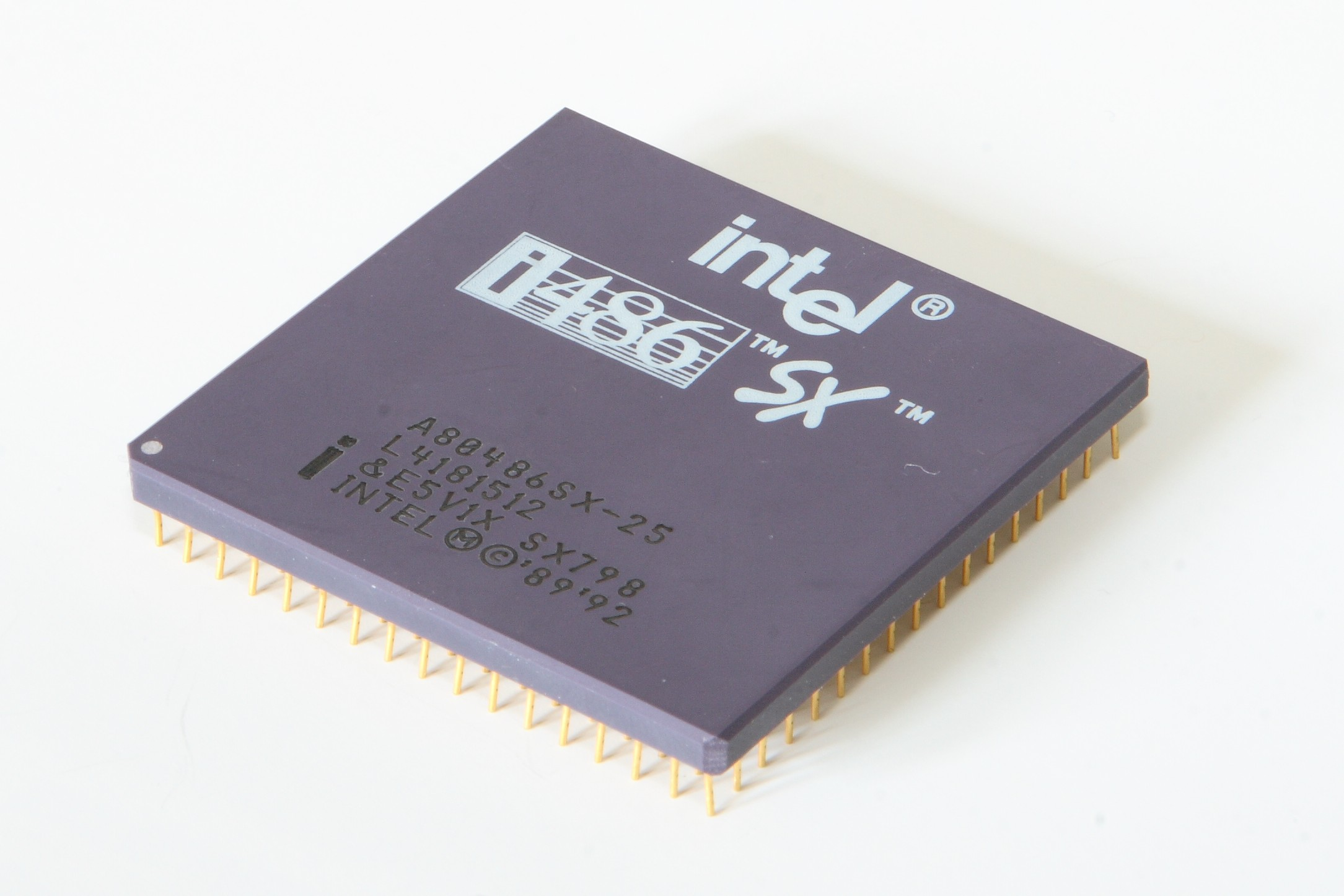
Intel i486 SX 25MHz

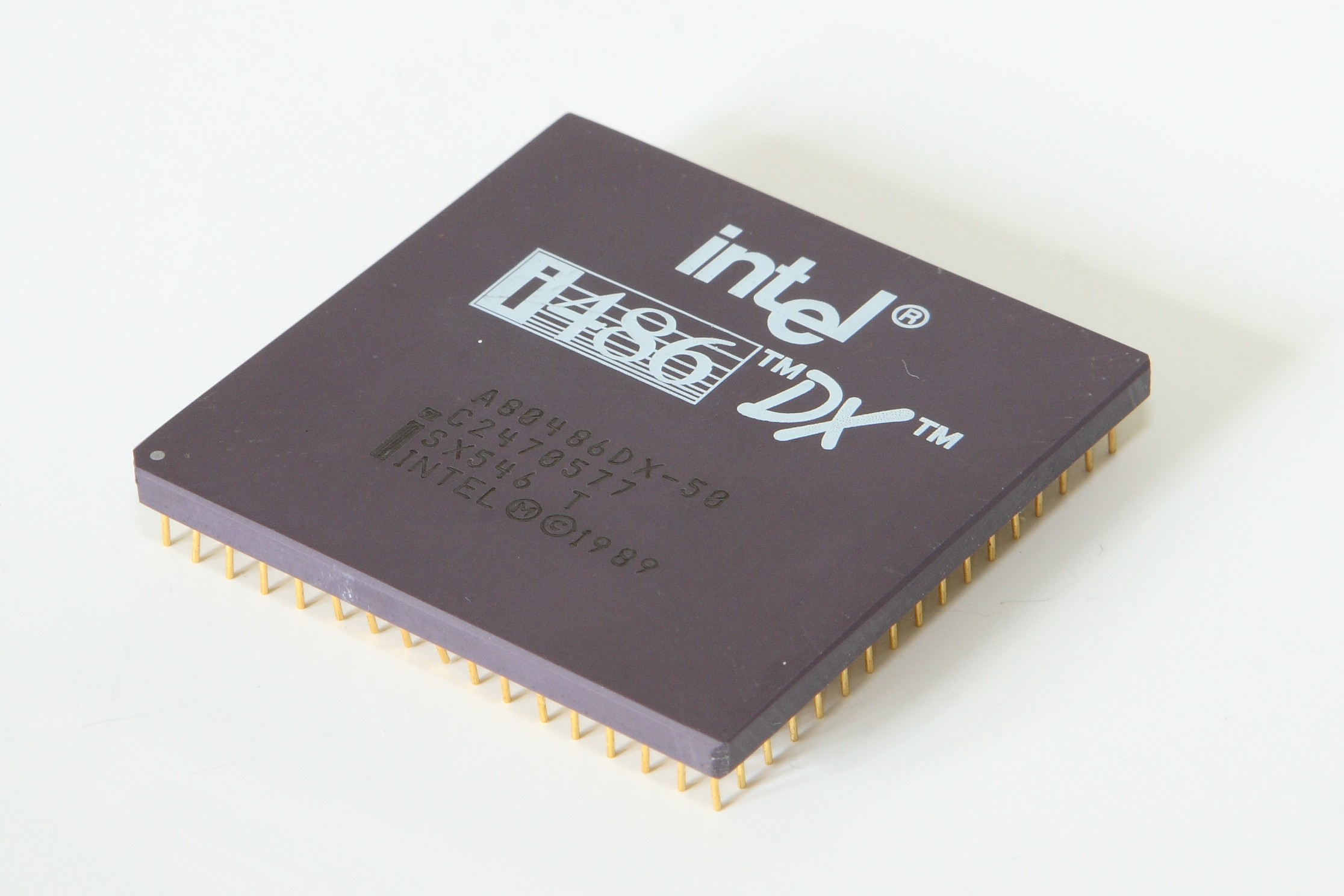
Intel i486 DX 50MHz

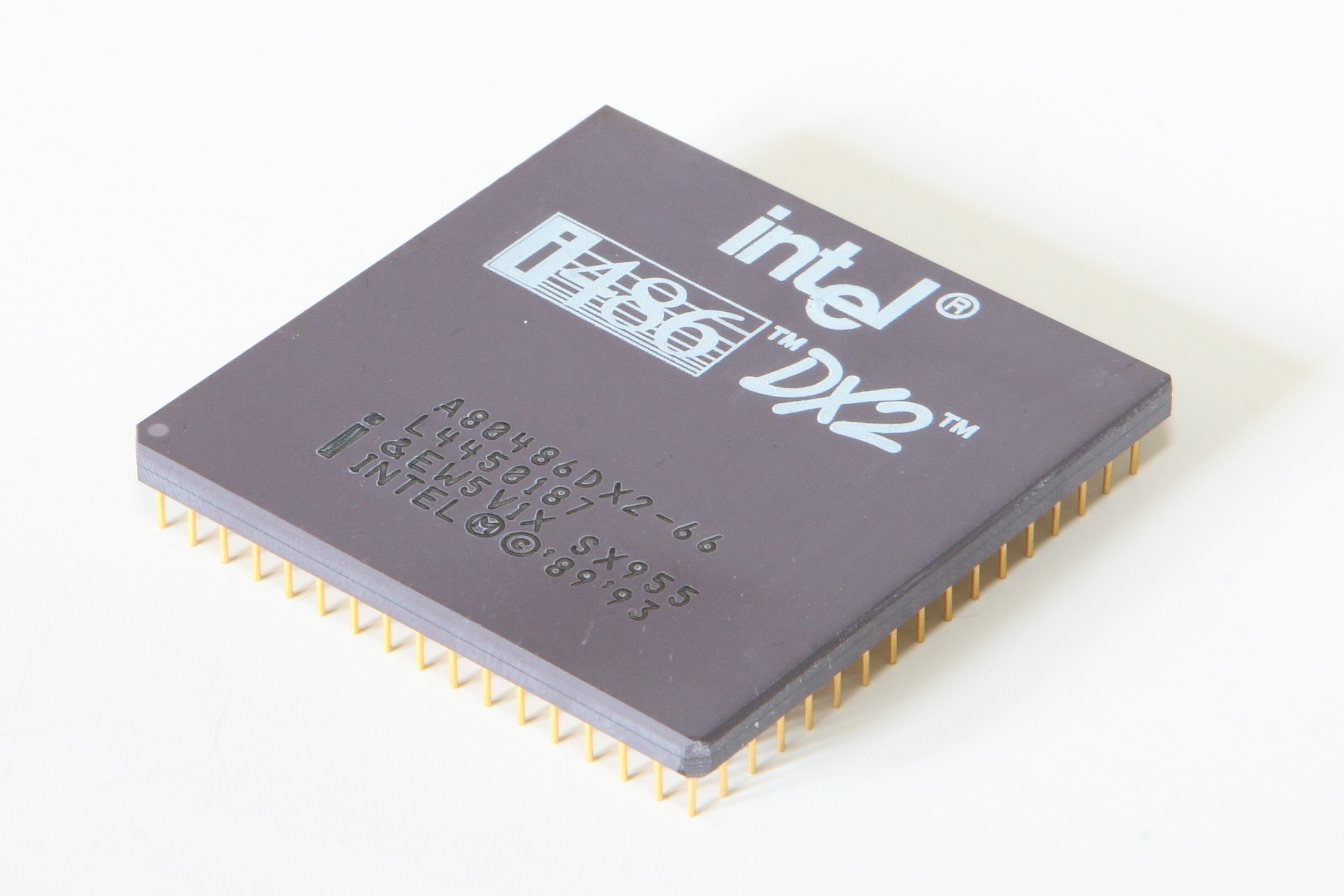
Intel i486 DX2 66MHz

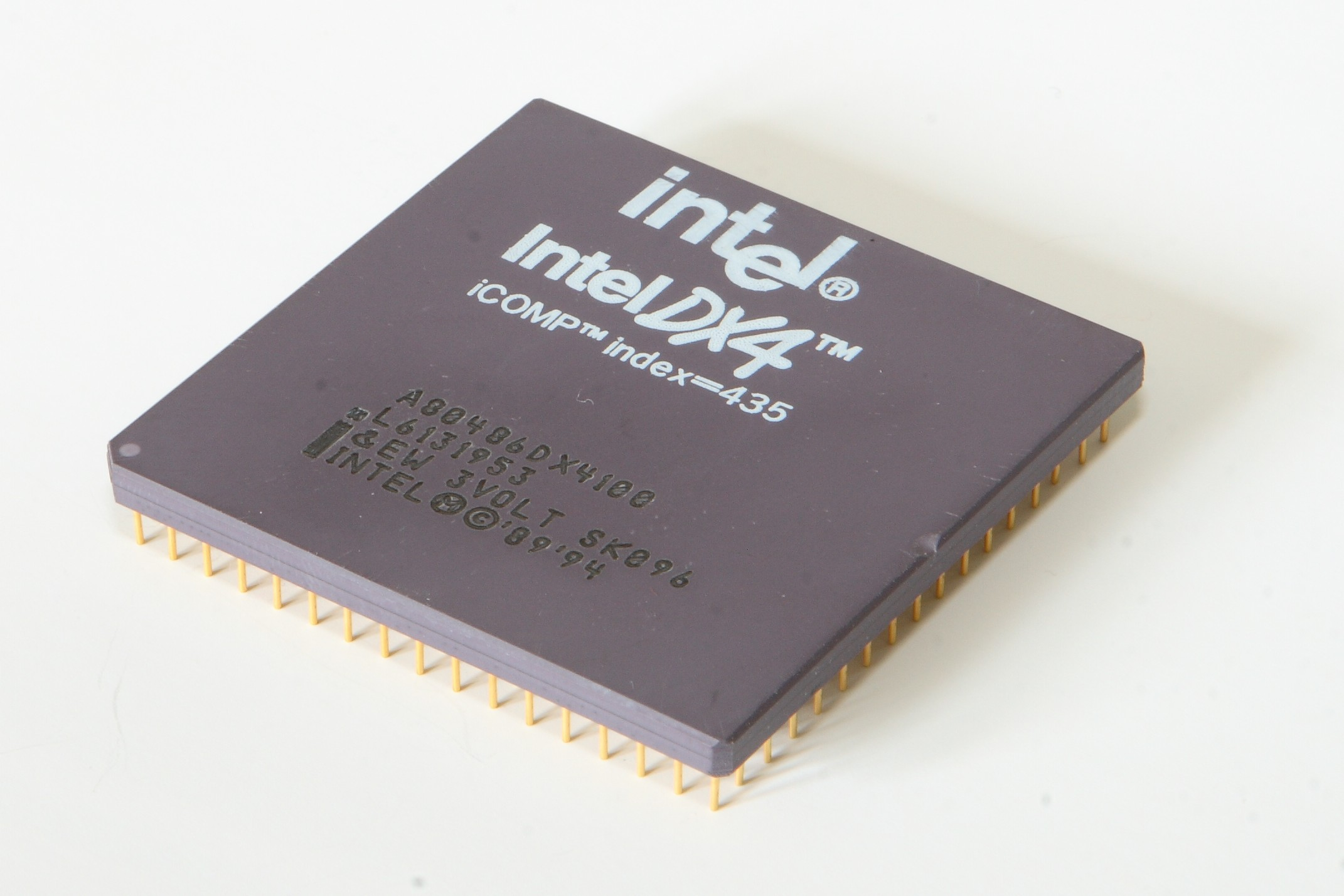
Intel i486 DX4 100MHz

Intel 80486 är en processortyp utvecklad av Intel. Den fanns i flera olika versioner och hastigheter från 16 MHz till 100 MHz. Den är jämförbar med t.ex. AMD:s Am486-processor. Det fanns en uppsjö av olika tillverkare och ”486-kloner” med varierande prestanda och egenskaper.

## 80486SX
SX-varianten av 486-processorn var till att börja med näst intill identisk med DX-varianten, den enda skillnaden var att matematikprocessordelen var ur funktion. Genom att lansera SX-processorn kunde Intel sälja processorer där matematikprocessordelen inte fungerade.
Efterhand som tillverkningen blev stabilare och andelen processorer med defekt flyttalsdel minskade, utvecklade man en riktig SX-processor där flyttalsdelen helt saknades - givetvis för att göra produktionen billigare.
Fördelen med en processor med matematikprocessor var att många beräkningar gick mycket snabbare och därmed kunde många program och spel exekveras snabbare.

### 80487
De som köpt en SX-processor kunde välja att köpa till en matematikprocessor som hette 80487. En speciell sockel för denna processor fanns på de flesta moderkort för 486-processorer, och genom att montera i en 80487-processor i den sockel fick man en fullvärdig 486-processor med flyttalsdel.
487-processorn hade lite annorlunda sockel-layout än en vanlig 486DX, men det var också det enda som skiljde dem åt - det var nämligen en helt komplett DX-processor som tog över allt från SX-processorn. I teorin skulle man ha kunna ta bort SX-processorn, men en extra pinne i sockeln för 487-processorn berättade för datorn att det skulle vara en till processor på moderkortet, och hittades inte två processorer startade inte datorn. Och tack vare den extra pinnen på 487-processorn gick det inte heller att sätta 487-processorn i sockeln där SX-processorn satt. Man hade alltså två processorer, men man utnyttjade bara den ena.

## Klockdubblering

### 80486DX/80486DX2 och 80486SX/80486SX2
SX och DX-modellerna fanns också de i flera versioner såsom DX, DX2 och DX4. De första DX och SX hade samma externa busshastighet som den interna processorhastigheten, men när DX2 kom ut så användes en teknik kallad klockdubblering. Istället för att ha samma externa och interna hastighet så hade DX2 halva busshastigheten gentemot den interna. En DX2 på 66 MHz använde alltså en 33 MHz extern busshastighet. Anledningen till detta var att processorernas hastighet började springa ifrån de övriga komponenterna i datorn, såsom minnena, och då var man tvungen att använda denna kompromiss, som för övrigt används än i dagens processorer. Även SX-varianten kom i en version med klockdubblering, döpt till SX2.
Intel 80486 fanns från 16 MHz och upp till 100 MHz. 50 MHz-varianten fanns i två versioner; DX och DX2, där 486DX50 var den 486-processor som hade snabbast externa busshastighet (50 MHz). Vissa problem uppstod dock med vissa komponenter på grund av den höga busshastigheten (särskilt känsliga visade sig instickskort baserade på Vesa Local Bus, VLB).
Tekniken med klockdubblering gjorde att den processor som på pappret hade högst MHz inte alltid var snabbast. I vissa tillämpningar kunde till exempel en DX-50 vara snabbare än en DX2-66 eftersom den första arbetar med 50 MHz externt medan den andra endast arbetar med 33 MHz mot bl.a. minnen Level 2 cache (L2) och övriga komponenter.
Att ha L2 cache:n på moderkortet blev en allt större nackdel allteftersom klockmultipeln i processorn ökade. Efter socket 7 processorerna (pentium, k6-2 m.fl.) blev det ett så stort handikapp att man blev tvungen att integrera L2 cachen först på processorförpackningen, och sedan in på samma chip som processorn.
486DX2-66 är den "klassiska" 486:an. Denna processor dröjde sig kvar väldigt länge på marknaden och nådde mycket konkurrenskraftiga priser, vilket gjorde den mycket populär i hemdatorer långt in på 90-talet.

### 80486DX4
Efter framgångarna med DX2 lanserade Intel en ny variant som kom att heta DX4. I DX4 arbetar processorn med tre gånger den externa busshastigheten. En DX4-75 MHz har alltså en extern buss på 25 MHz. Egentligen borde den här processorn ha döpts till DX3 för att följa namnkonventionen med DX2; men namnet DX3 hade redan användes till en processor med en klockmultiplicering på 2,5 som aldrig släpptes.
DX4:an hade ett större internt cacheminne (L1) än DX2; detta balanserade ut den relativt processorklockan långsammare databussen till RAM och L2 cache för många användningar.

## Intel 80486 OverDrive
Intel 80486 OverDrive var en variant av 486-processorn som var speciellt framtagen för att uppgradera långsammare 486-datorer. De populäraste varianterna var DX4-75 MHz och DX4-100 MHz, vilka kunde användas för att uppgradera 25 respektive 33 MHz system till 75/100 MHz. OverDrive-processorerna fanns i varianter med inbyggd spänningsregulator vilket var nödvändigt eftersom äldre 486-processorer använde 5 volt medan de nya snabbare krävde 3,3 volt (för att hålla nere värmeutvecklingen). De flesta OverDrive-processorerna såldes i färdiga butiksförpackningar, med fastmonterad kylfläns och tydliga instruktioner för hur man skulle byta ut processorn.

## 80486SL
486SL var en variant med inbyggda strömsparfunktioner, i första hand tänkt för bärbara datorer. Processorn tillverkades mellan november 1992 och juni 1993, sedan lades den ner eftersom strömsparfunktionerna då implementerades i samtliga 486-varianter.
486SL fanns i hastigheterna 20, 25 och 33 MHz och var i övrigt identisk med en vanlig 486DX.

## Tekniska specifikationer
|                         | 80486DX2                 |                                       |                                       |                                       |
| Generell information    | Tillverkare              | Intel                                 | Intel, AMD, Cyrix                     | AMD, Cyrix                            |
| Generell information    | Kodnamn                  | P24                                   | P24                                   | ?                                     |
| Generell information    | Version                  | 80486DX2-50                           | 80486DX2-66                           | 80486DX2-80                           |
| Generell information    | Introducerad             | mar 1992                              | aug 1992                              | ?                                     |
| Generell information    | Processorhastighet (MHz) | 50                                    | 66                                    | 80                                    |
| Fysiska specifikationer | Processteknologi         | CMOS                                  | CMOS                                  | CMOS                                  |
| Fysiska specifikationer | Kretstjocklek (μ)        | 0,8 (Intel), 0,5 (AMD), 0,65? (Cyrix) | 0,8 (Intel), 0,5 (AMD), 0,65? (Cyrix) | 0,8 (Intel), 0,5 (AMD), 0,65? (Cyrix) |
| Fysiska specifikationer | Storlek (mm²)            | 76 (Intel)                            | 76 (Intel)                            | 76 (Intel)                            |
| Fysiska specifikationer | Transistorer (miljoner)  | 1,2 (Intel)                           | 1,2 (Intel)                           | 1,2 (Intel)                           |
| Extern arkitektur       | Databuss (bitar)         | 32                                    | 32                                    | 32                                    |
| Extern arkitektur       | Adressbuss (bitar)       | 32                                    | 32                                    | 32                                    |
| Extern arkitektur       | Max adresserbart minne   | 4 GB                                  | 4 GB                                  | 4 GB                                  |

|                         | 80486DX4                 |                                      |                                      |                                      |
| Generell information    | Tillverkare              | Intel, AMD, Cyrix                    | Intel, AMD, Cyrix                    | AMD, Cyrix                           |
| Generell information    | Kodnamn                  | P24C                                 | P24C                                 | ?                                    |
| Generell information    | Version                  | 80486DX4-75                          | 80486DX4-100                         | 80486DX4-120                         |
| Generell information    | Introducerad             | mar 1994                             | mar 1994                             | ?                                    |
| Generell information    | Processorhastighet (MHz) | 75                                   | 100                                  | 120                                  |
| Fysiska specifikationer | Processteknologi         | CMOS                                 | CMOS                                 | CMOS                                 |
| Fysiska specifikationer | Kretstjocklek (μ)        | 0,6 (Intel), 0,5 (AMD), 0,65 (Cyrix) | 0,6 (Intel), 0,5 (AMD), 0,65 (Cyrix) | 0,6 (Intel), 0,5 (AMD), 0,65 (Cyrix) |
| Fysiska specifikationer | Storlek (mm²)            | ?                                    | ?                                    | ?                                    |
| Fysiska specifikationer | Transistorer (miljoner)  | 1,2 (Intel)                          | 1,2 (Intel)                          | 1,2 (Intel)                          |
| Extern arkitektur       | Databuss (bitar)         | 32                                   | 32                                   | 32                                   |
| Extern arkitektur       | Adressbuss (bitar)       | 32                                   | 32                                   | 32                                   |
| Extern arkitektur       | Max adresserbart minne   | 4 GB                                 | 4 GB                                 | 4 GB                                 |

|                         | 80486SX                  |                   |                   |                   |                   |
| Generell information    | Tillverkare              | Intel, AMD, Cyrix | Intel, AMD, Cyrix | Intel, AMD, Cyrix | Intel, AMD, Cyrix |
| Generell information    | Kodnamn                  | P4S               | P4S               | P4S               | P4S               |
| Generell information    | Version                  | 80486SX-16        | 80486SX-20        | 80486SX-25        | 80486SX-33        |
| Generell information    | Introducerad             | sep 1991          | apr 1991          | sep 1991          | sep 1992          |
| Generell information    | Processorhastighet (MHz) | 16                | 20                | 25                | 33                |
| Fysiska specifikationer | Processteknologi         | CMOS              | CMOS              | CMOS              | CMOS              |
| Fysiska specifikationer | Kretstjocklek (μ)        | 1,0               | 1,0               | 1,0               | 1,0               |
| Fysiska specifikationer | Storlek (mm²)            | 67                | 67                | 67                | 67                |
| Fysiska specifikationer | Transistorer (miljoner)  | 1,185             | 1,185             | 1,185             | 1,185             |
| Extern arkitektur       | Databuss (bitar)         | 32                | 32                | 32                | 32                |
| Extern arkitektur       | Adressbuss (bitar)       | 32                | 32                | 32                | 32                |
| Extern arkitektur       | Max adresserbart minne   | 4 GB              | 4 GB              | 4 GB              | 4 GB              |